# فیل گونتر
فیل گونتر (انگلیسی: Phil Gunter; ۶ ژانویهٔ ۱۹۳۲ – ۱۳ ژوئیهٔ ۲۰۰۷) بازیکن فوتبال اهل بریتانیا بود.
از باشگاه‌هایی که در آن بازی کرده‌است می‌توان به باشگاه فوتبال پورتسموث اشاره کرد.
وی همچنین در تیم‌های ملی فوتبال England B national football team و زیر ۲۱ سال انگلستان بازی کرده‌است.